# آنخل رومرو
آنخل رومرو (انگلیسی: Ángel Romero؛ زادهٔ ۴ ژوئیهٔ ۱۹۹۲) بازیکن فوتبال اهل پاراگوئه است.
از باشگاه‌هایی که در آن بازی کرده‌است می‌توان به باشگاه فوتبال کورینتیانس و باشگاه فوتبال کولو-کولو اشاره کرد.
وی همچنین در تیم ملی فوتبال پاراگوئه بازی کرده‌است.